# Paolo Savelli (1350-1405)
Paolo Savelli (Roma, 1350 – Padova, 3 ottobre 1405) è stato un nobile e condottiero italiano, signore di Rignano.

## Biografia
Era un membro della famiglia Savelli, figlio di Luca, signore di Albano, e di Lieta da Carrara.
Apprese l'arte militare combattendo inizialmente al fianco del padre. Militò con Alberico da Barbiano nelle file della Compagnia di San Giorgio e con esso fu al soldo di Papa Urbano VI. Passò quindi al Regno di Napoli, combattendo contro la Regina Giovanna I d'Angiò e sconfiggendo sul campo nel 1381 suo marito, Ottone IV di Brunswick-Grubenhagen. Combatté ancora in Puglia nel 1384 al fianco di Alberico.
Nel 1388 passò sotto le insegne dei Visconti di Milano con Gian Galeazzo, che lo inviò a Cortona contro i Casali, signori del luogo, rimanendo sconfitto ad Agello. Nel 1389 per i Visconti combatté a Siena contro la Repubblica di Firenze. Per il valore dimostrato, presenziò a Milano all'incoronazione di Gian Galeazzo Visconti nel 1395 a duca di Milano. Nel 1397, mentre combatteva contro gli Appiano di Pisa, venne arrestato ed imprigionato; fu liberato solo nel febbraio 1398 e i Visconti lo nominarono capitano generale del loro esercito contro i fiorentini. Alla morte nel 1402 di Gian Galeazzo, fu dalla famiglia nominato consigliere ducale ed inviato a difendere Bologna contro le truppe dello Stato Pontificio.
Entrato in contrasto con altri condottieri del ducato di Milano, tra questi Facino Cane, nel 1404 passò al servizio della Repubblica di Venezia contro i Carraresi, signori di Padova. Sostituì Malatesta IV Malatesta al comando delle truppe della Serenissima nel settembre 1404, sconfiggendo i Carraresi a Piove di Sacco e avvicinandosi a Padova. Accampatosi con le sue truppe nei dintorni della città, Luca Savelli ricevette il guanto di sfida da Francesco II da Carrara, che il 24 agosto lo assalì, ferendolo, nel suo accampamento di Bassanello. Vide salva la vita solo grazie all'intervento di Galeazzo Cattaneo.
Il 3 ottobre 1405 morì di peste senza poter vedere la vittoria dei veneziani, che lo onorarono erigendogli un monumento funebre a Venezia nella Basilica di Santa Maria Gloriosa dei Frari, opera di Jacopo della Quercia.

## Discendenza
Paolo si sposò con Costanza Savelli, figlia di Antonello, dalla quale ebbe quattro figli:
- Giovanni Battista († 1447), signore di Rignano;
- Nicola, cavaliere di Rodi;
- Isabella († 1481), la quale sposò Paolo della Valle;
- un'altra figlia, della quale non se ne conosce il nome, andata in sposa a Giovanpaolo Orsini.